# Schloss Hildburghausen

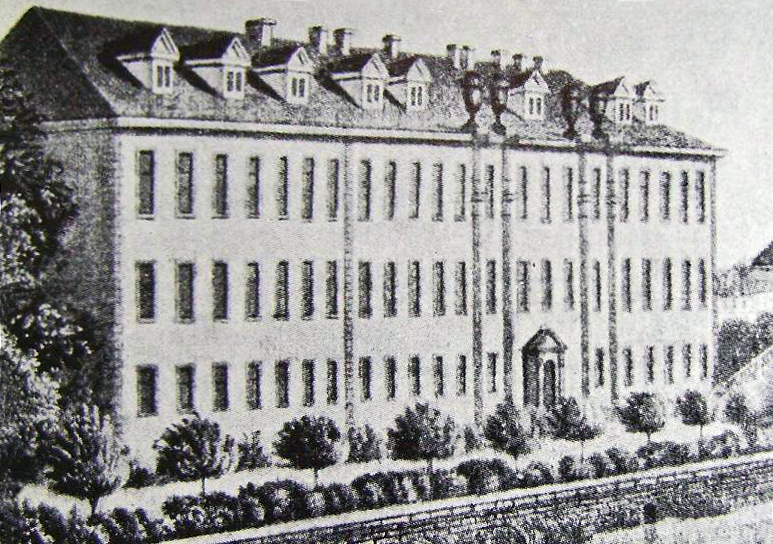
Das Schloss von Hildburghausen ca. 1800

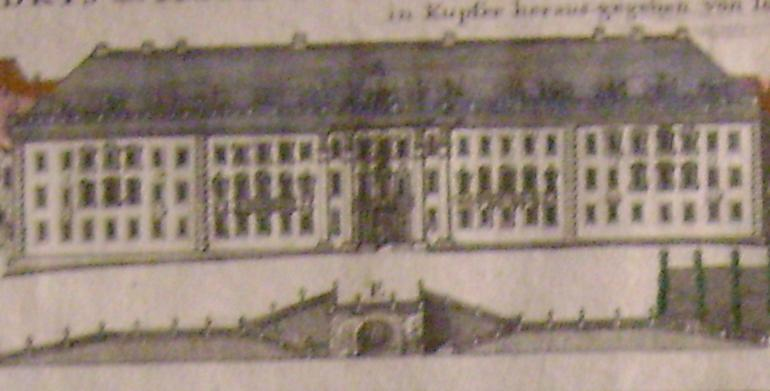
Das Schloss von Hildburghausen ca. 1720

Das Schloss Hildburghausen in der gleichnamigen Stadt in Thüringen war von 1695 bis 1826 die Residenz der Herzöge von Sachsen-Hildburghausen, die dem gleichnamigen Herrscherhaus angehörten. Das Schloss wurde im April 1945 durch Artilleriebeschuss zerstört und Ende der 1940er Jahre abgerissen.

## Anlage
Das Schloss lag am südwestlichen Rand der Innenstadt auf dem einstigen Gelände einer Wasserburg. Nach dem Vorbild von Schloss Versailles wurde es als hufeisenförmiges, dreigeschossiges Gebäude errichtet. Die barocke Anlage bestand aus einem mittleren Hauptbau mit zwei rechtwinklig anstoßenden Seitenflügeln, die einen großen Vorhof, den Ehrenhof, einschlossen. Das Schloss war mit drei Hauptsälen und mehreren Audienzzimmern ausgestattet, die mit Stuckaturarbeiten an Wänden und Decke im Stile des Rokoko versehen und zum Teil bemalt wurden. Die Fassade des verputzten Massivbaus war durch rechteckige Fenster, einfache Steingewände, Rustikagliederungen an den Gebäudeecken und ein abgewalmtes Satteldach gekennzeichnet. Die Hofseite des Mittelflügels wurde durch zwei Portale, flankiert von dorischen Pilastern und oben abgeschlossen durch Dreiecksgiebel mit figürlicher Plastik, gegliedert. Die Gartenseite mit ihren 22 Fensterachsen war asymmetrisch durch zwei mit beidseitigen Pilastern, ohne Giebel, gerahmte Fensterachsen gestaltet.

## Geschichte des Schlosses

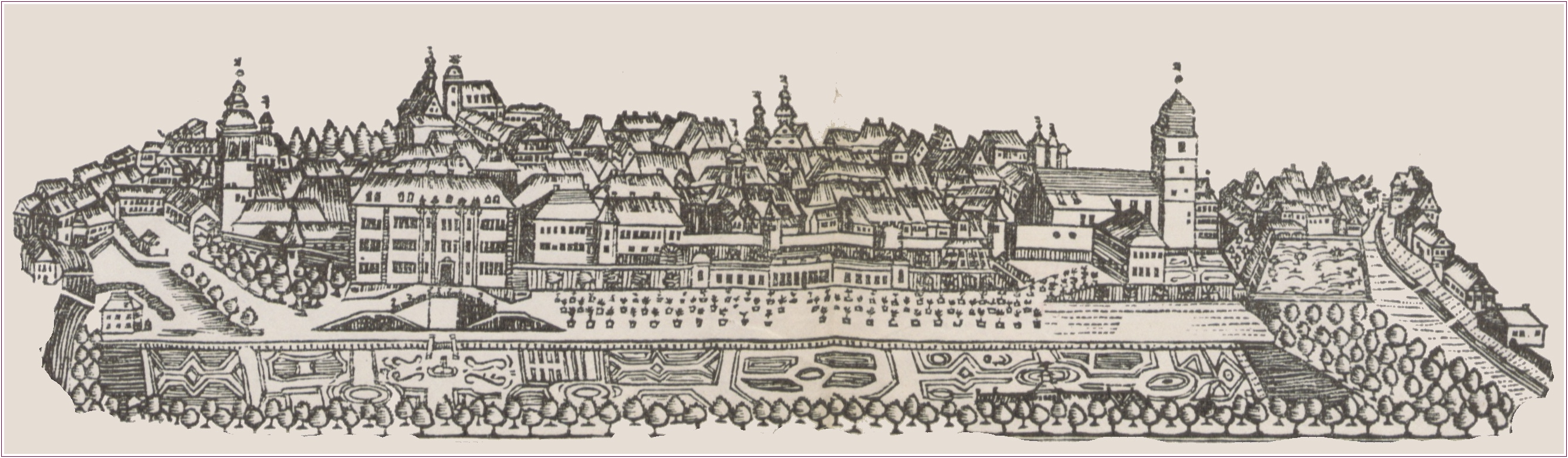
Historische Stadtansicht

Der Grundstein für das Schloss wurde am 27. Mai 1685 durch Herzog Ernst von Sachsen-Hildburghausen in Beisein seines Hofstaates gelegt. Die Stadt hatte dem Herzog zuvor Grund und Boden zur Anlage von Schloss und Park überlassen. Mit dem Bau wurde Elias Gedeler beauftragt, der dazu die bis dahin noch lückenlos vorhandene Stadtmauer teilweise entfernen ließ. Der Schlossbau wurde nach dem Tod Gedelers (1693) am 24. Juli 1695 durch Johann Schnabel vollendet und bezogen.
Ursprünglich war eine verspieltere Ausführung des Schlosses geplant, doch hatte der Schlossbau inzwischen soviel Geld gekostet, dass für die Finanzierung zunächst fünf und schließlich vierzehn Extrasteuern erhoben werden mussten. Der schmucklosere neunachsige Westflügel wurde nur zweistöckig und erst 1707 fertiggestellt. In diesem waren neben dem Marstall, dem Hofmarschallamt und Remisen auch die Schlosskirche zum Heiligen Geist mit der Fürstengruft untergebracht, die am 30. August 1705 feierlich eingeweiht wurde.
Der größte Saal des Schlosses lag im dritten Stock und wurde als Redouten- und Theatersaal genutzt. Später waren darin die herzogliche Bibliothek und ein Naturalienkabinett untergebracht. Das Schloss erlitt mehrfach Beschädigungen durch Blitzschläge. Im Mai 1783 wurden dabei Bibliothek und Schlosskirche verwüstet und im Marstall fünf Pferde getötet. 1803 wurden Teile der Inneneinrichtung des Schlosses, aus Anlass des Besuchs des preußischen Königspaares, erneuert.
Nach dem Wegzug des Hofes 1826 diente das Schloss zunächst als Wohnung für einige Beamte. Die Schlosskirche wurde 1847 in einen Gerichtssaal umgewandelt, und nach Teilabrissen und einem entsprechenden Umbau wurde das Schloss seit 1867 als Kaserne des II. Bataillons des 6. Thüringischen Infanterieregiments Nr. 95 genutzt.
Das Schloss wurde durch amerikanische Artillerie am 7. April 1945 in Brand geschossen und fast vollständig zerstört. Lediglich eine Fassade und ein Teil des Treppenhauses waren noch vorhanden. 1947–1950 wurde das Schloss abgerissen.

## Schlosspark

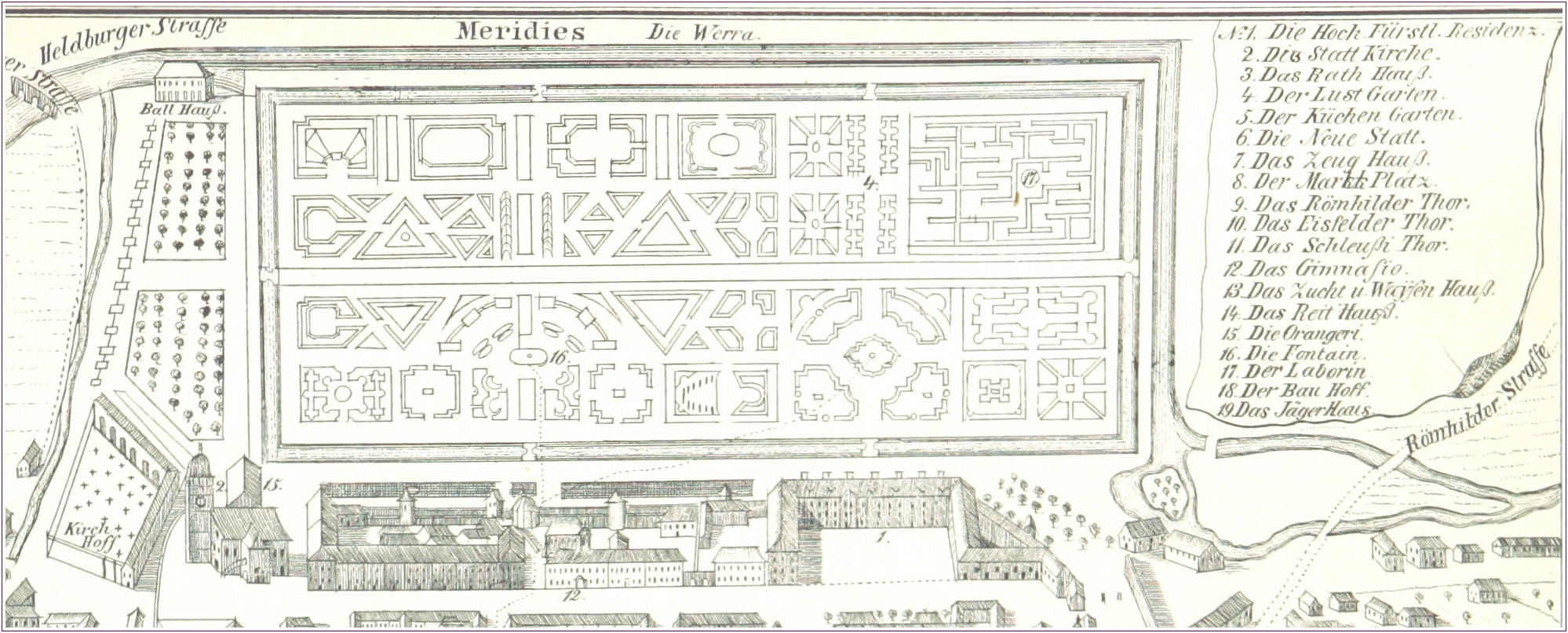
Schloss und Park ca. 1750

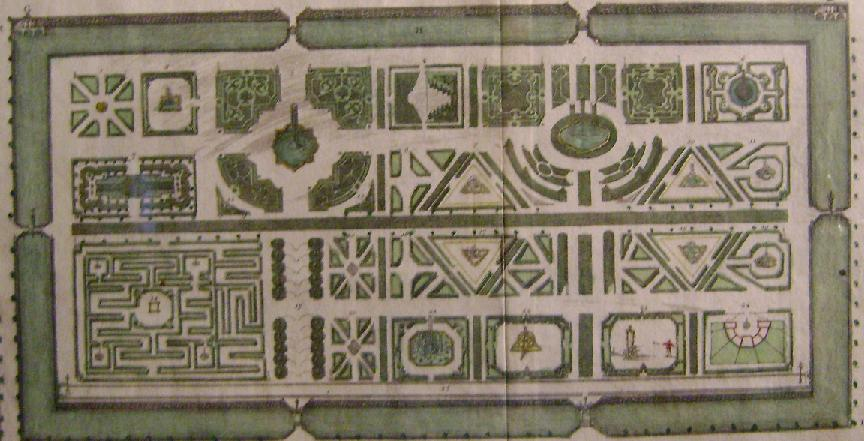
Der Schlosspark in Hildburghausen um 1720, Tafel aus dem Hofmannschen Atlas

Die Anlage des Schlossparks wurde bereits ab 1700 begonnen und durch Herzog Ernst Friedrich I. vollendet, der damit die Versailler Hofhaltung nachahmen wollte. Der Garten wurde aufwendig mit Grotten, Quellen, Pavillons, Plastiken, Naturtheater und Irrgärten ausgestattet und 1720, mit Wasser aus der daneben fließenden Werra, durch einen Kanal eingefasst. Die Kosten dafür wurden weitestgehend aus dem Verkauf des Heiratsgutes seiner Mutter, der Grafschaft Cuylenburg, an die Niederlande bestritten.
Die Kosten für den Unterhalt des Gartens waren immens, und eine der ersten Amtshandlungen der kaiserlichen Zwangsverwaltung des Herzogtums war die Umwandlung des Gartens in einen englischen Landschaftspark 1792–1806, in dessen Form er heute noch besteht. Zentrum des Parks ist das Luisendenkmal von 1811, das Herzogin Charlotte von Sachsen-Hildburghausen in Gedenken an ihre Schwester errichten ließ. 1867 wurde der Park als Exerzierplatz durch das Militär genutzt und 1890 wieder der Stadt übergeben und der Öffentlichkeit zugänglich gemacht. Zwischen 1990 und 1993 wurden die drei Brücken saniert, über die der Park zugänglich ist.